# Solanus Casey
Solanus Casey (ur. 25 listopada 1870 w Prescott jako Bernardo Francesco Solanus Casey, zm. 31 lipca 1957 w Detroit) – amerykański kapłan, kapucyn, błogosławiony Kościoła katolickiego.

## Życiorys
Urodził się w Prescott w stanie Wisconsin jako szóste z szesnastu dzieci Bernarda James Casey i Elleny Elisabeth Murphy, emigrantów z Irlandii. Przyszły zakonnik wyróżniał się siłą woli, zdecydowanym charakterem oraz dobrym humorem. Jego pasją był sport, a przede wszystkim baseball. Przed wstąpieniem do zakonu był robotnikiem w gospodarstwie rolnym, stolarzem, piekarzem, strażnikiem więzienia oraz motorniczym tramwaju. Do seminarium św. Franciszka Salezego w Milwaukee wstąpił w 1892. Z racji braku pieniędzy na czesne, wśród swoich towarzyszy pracował jako fryzjer. Po pięciu latach spędzonych w seminarium napotykano u Bernarda trudności w nauce i przełożeni radzili mu, aby podjął raczej życie zakonne niż aspirował do kapłaństwa.
14 stycznia 1897 w klasztorze św. Bonawentury w Detroit, po posłuchaniu udzielonych mu rad przyjął w pokorze habit kapucyński. 21 lipca 1898 kończąc nowicjat, przyjął śluby zakonne, jednocześnie podejmując od nowa studia teologiczne w Seminarium Serafickim w Milwaukee.

Jednak studia w seminarium stwarzały mu problemy z powodu braku znajomości języka niemieckiego i łacińskiego. Pomimo tych językowych trudności przełożeni postanowili udzielić mu święceń kapłańskich w oparciu o słowa ówczesnego dziekana: 

Wyświęcimy na kapłana Franciszka Solano i będzie on dla ludzi swego rodzaju Proboszczem z Ars

24 lipca 1904 otrzymał święcenia kapłańskie, jednakże z towarzyszącą im ciążącą klauzulą nie pozwalającą mu spowiadać ani głosić publicznie kazań. Gdy już został kapłanem, powierzono mu urząd zakrystiana, a później furtiana. Był odpowiedzialny za ministrantów. Ostatecznie, po pobyciu w różnych domach prowincji, został przydzielony do klasztoru św. Bonawentury w Detroit, gdzie jako furtian przez ponad dwadzieścia lat swoją postawą przyciągał rzesze ludzi, którzy przybywali do niego na wieść o jego cnotach i nadzwyczajnych łaskach przypisywanych jego modlitwom i wstawiennictwu. Spędzał po dziesięć godzin dziennie na furcie, nigdy nie pozwalając sobie nawet na małą przerwę lub urlop, spełniając swój apostolat dobrym słowem, miłością, cierpliwością i w posłuszeństwie.
Po obchodach pięćdziesięciu lat święceń kapłańskich jego zdrowie powoli go opuszczało i po kilku pobytach w szpitalu zmarł 31 lipca 1957 w wieku 87 lat w klasztorze św. Bonawentury w Detroit. Jego ostatnie słowa brzmiały: 

daję duszę Jezusowi Chrystusowi

Został pochowany na terenie klasztoru. W 1987 roku, jego ciało zostało ekshumowane i przeniesione do kaplicy św. Bonawentury.

## Beatyfikacja
W 1976 rozpoczął się jego diecezjalny proces beatyfikacyjny zaś 11 lipca 1995 papież Jan Paweł II podpisał dekret o heroiczności jego cnót i od tej pory przysługuje mu tytuł czcigodnego Sługi Bożego. 4 maja 2017 papież Franciszek podpisał dekret o cudzie ojca Solanusa. Uroczystej beatyfikacji, która miała miejsce 18 listopada 2017 w Detroit, dokonał, na zaproszenie przez arcybiskupa Detroit, Allena Vigneron oraz Braci Kapucynów Prowincji Calvary,  kardynał Angelo Amato, prefekt Kongregacji do Spraw Kanonizacyjnych.
Jego wspomnienie liturgiczne wyznaczono na 31 lipca (dies natalis).